# Erika Lechnerová
Erika Lechnerová (někdy uváděna též jako Erica Lechnerová; * 28. května 1947, Bolzano) je bývalá italská sáňkařka.
Z olympijských her v Grenoblu z roku 1968 má zlatou medaili ze závodu jednotlivkyň. Původně sice v závodě skončila třetí, ale její soupeřky z Německé demokratické republiky Ortrun Enderleinová a Anna-Maria Müllerová byly diskvalifikovány za zakázané zahřívání vodiče saní. Poskočila tak na nejvyšší stupínek. Stala se první Italkou, která vyhrála zlatou medaili na zimních olympijských hrách. Jejím nejlepším výsledkem na mistrovství světa bylo druhé místo v roce 1971. Ve stejném roce se stala rovněž mistryní Evropy. V roce 1968 získala Řád za zásluhy Italské republiky. Po skončení závodní kariéry vedla hotel Erika v Maranze.[zdroj?]